# Яница (певица)
Яница Господинова (болг. Яница Господинова), более известна как Яница (болг. Яница) (род. 22 сентября 1982, Русе, Болгария) — болгарская поп-фолк певица.

## Биография
Яница родилась 22 сентября 1982 года в городе Русе. По зодиаку Дева. Она играла на пианино, изучала музыкальную теорию. Она любит болгарскую народную музыку. С большим удовольствием исполняет народные песни Фракии, Странджа и соседней Македонии. Окончила Школу текстильной промышленности в её родном городе. Она начала петь в 16 лет в ресторанах с оркестром. Она мечтала стать певицей или ветеринаром.
Её карьера началась с победы на фестивале авторской песни Фракия фолк с песней Сладко излъжи (рус. Сладкая ложь). В 2006 году Яница выпустила дебютный альбом, названный в честь её Яница. После 2007 года решила сделать годовой перерыв. Весной 2009 года после годового перерыва Яница представила песню Нощна програма (рус. Ночная программа). В декабре того же года она выпустила видеоклип на песню Изгубени души (рус. Потерянные души)
В 2010 году выпустила хит Предизвиквам те (рус. Я призываю тебя) с элементом фламенко. На юбилее 20-летия компании Пайнер Яница спела песню Две в едно (рус. Два в одном). Летом того же года певица выпустила видеоклип на песню - Съвсем нарочно (рус. Вполне сознательно). В том же году участвовала в турне Планета Дерби 2010 в Пловдиве и спела ту же песню.
Летом 2011 года певица представила видеоклип на песню Наливай и ме напивай (рус. Налей мне и пиши). В марте 2012 года Яница выпустила видеоклип на песню Хапе любовта (рус. Любовь кусается). В конце года выпустила второй альбом Нещо яко (рус. Что-то круто).
В 2014 году Яница отправилась в тур по США, где она давала концерты для болгарской диаспоры по разным городам США. А после тура выпустила видеоклип на песню Виж ме (рус. Посмотри на меня), в котором снимался известный боец ММА Димитер Каменов. И ещё один видеоклип на песню Всичко чуждо пожелаваш (рус. Все иностранные), в котором участвовала модель Моника Валерьева.
В 2015 году Яница представила свою новую песню Грешната (рус. Неверный) с певицей Анелия.
Сейчас Яница записывает третий альбом, но дата неизвестна.

## Дискография
- 2006 — Яница
- 2012 — Нещо яко / Что-то круто
- 2018 – Изкушение / Искушение

### Сборники
- 2013 — Златните хитове на Яница / Золотые хиты Яницы